# 方尾牛蝦蛄
方尾牛蝦蛄（学名：Busquilla quadraticauda）为蝦蛄科牛蝦蛄屬下的一个种。